# Tachikawa
Tachikawa (jap. 立川市, -shi) ist eine Stadt in der Präfektur Tokio westlich von Tokio.

## Geographie
Tachikawa liegt westlich von Tokio und nördlich von Hachioji. Der Fluss Tama fließt durch die Stadt von Südwesten nach Südosten.

## Geschichte
Als Tachikawa-mura, als Dorfgemeinde im Landkreis Kitatama (Nord-Tama) der Präfektur Kanagawa, entstand Tachikawa 1889 bei der Einführung moderner Kommunalordnungen. 1893 wurde es Teil der Präfektur Tokio, als die drei westlichen Teile des Kreises Tama von Kanagawa an Tokio übertragen wurden. 1923 wurde Tachikawa als Tachikawa-machi (kreisangehörige) Stadt. Seit 1940 besteht Tachikawa-shi, sie war die dritte kreisfreie Stadt in Tokio nach Tokio und Hachiōji und die 175. landesweit.

## Verkehr
- Zug: Bahnhof Tachikawa

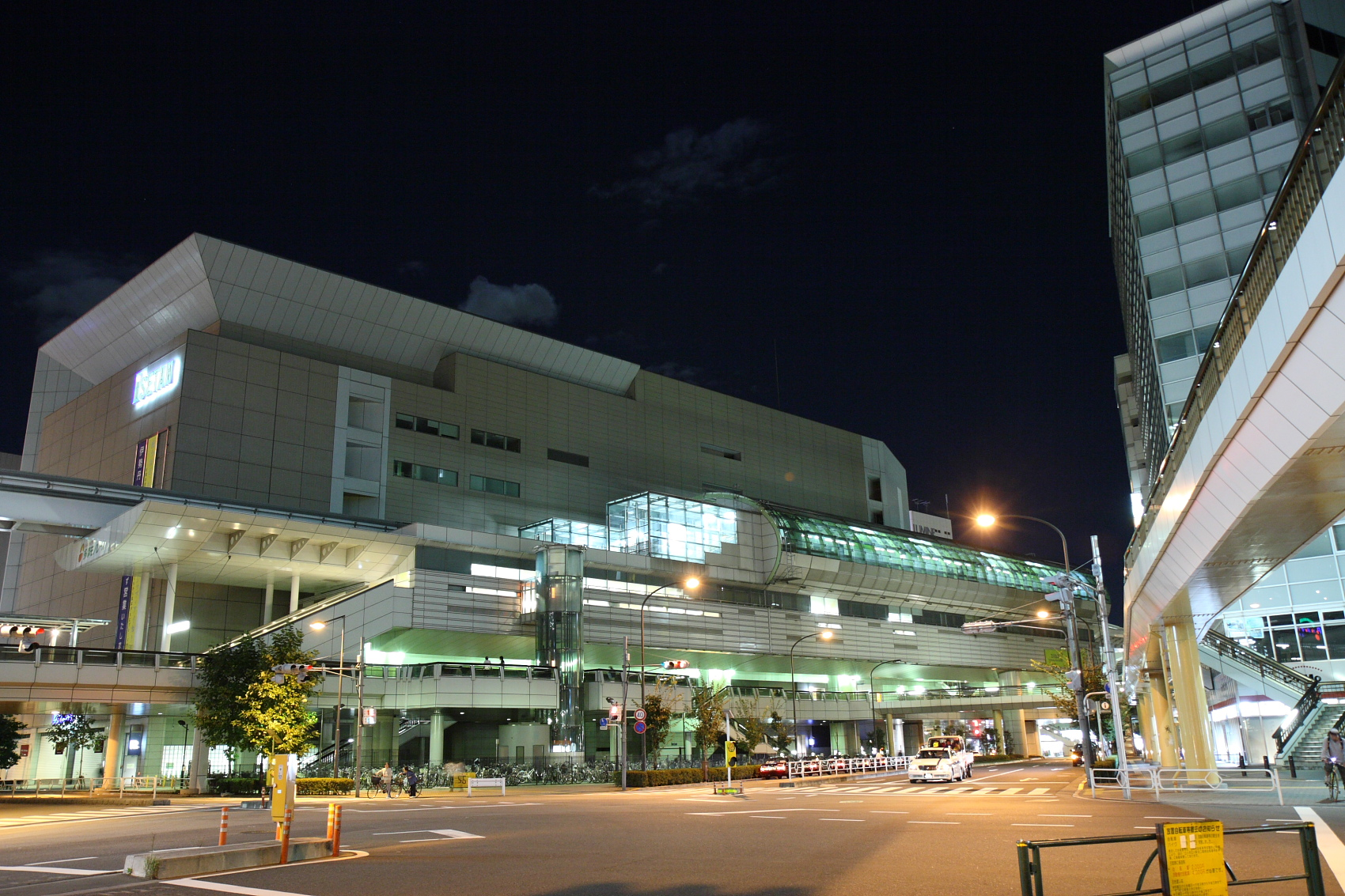
Bahnhof Tachikawa

  - JR Chūō-Hauptlinie: nach Tokio oder Hachioji
  - JR Nambu-Linie: nach Kawasaki
  - JR Ōme-Linie: nach Okutama
  - Einschienenbahn Tama
- Straße:
  - Nationalstraße 20: nach Tokio oder Shiojiri

## Städtepartnerschaften
- San Bernardino, USA, seit 1959

## Söhne und Töchter der Stadt
- Alan Hale (* 1958), US-amerikanischer Astronom
- Sentoryū Henri (* 1969), ehemaliger Sumōringer
- Joe Holt (* 1970), US-amerikanischer Schauspieler, Filmproduzent, Filmregisseur, Drehbuchautor und Synchronsprecher
- Keita Kobayashi (* 2003), Fußballspieler

## Angrenzende Städte und Gemeinden
- Kunitachi
- Hino
- Akishima
- Fussa
- Higashiyamato
- Kodaira
- Kokubunji